# Schrammacher
Le Schrammacher est une montagne qui s’élève à 3 410 m d’altitude dans les Alpes de Zillertal, en Autriche.